# Two Suns
Two Suns je druhé studiové album anglické hudebnice Bat for Lashes. Vydáno bylo 3. dubna roku 2009 společnostmi The Echo Label a Parlophone a jeho producentem byl, spolu se zpěvačkou samotnou, David Kosten, který se podílel i na jejím o tři roky starším debutu Fur and Gold. Album se umístilo na 141. příčce hitparády Billboard 200 a bylo nominováno na cenu Mercury Prize.

## Seznam skladeb
1. Glass – 4:32
2. Sleep Alone – 4:04
3. Moon and Moon – 3:09
4. Daniel – 4:11
5. Peace of Mind – 3:29
6. Siren Song – 4:58
7. Pearl's Dream – 4:45
8. Good Love – 4:30
9. Two Planets – 4:48
10. Travelling Woman – 3:48
11. The Big Sleep – 2:54

## Obsazení
- Natasha Khan – zpěv (všechny písně), doprovodné vokály (1–8, 10), programování bicích (1, 2, 4, 7, 9), syntezátor (1, 2, 4–9, 11), kytara (2, 4, 5), harmonium (3), perkuse (3, 4, 8, 9), klavír (3, 6, 8, 10, 11), basový syntezátor (4, 6, 8), bicí (4, 5), vibrafon (6, 9), tleskání (7, 9), varhany (8, 10)
- Adem Ilhan – samplované sklenky (1)
- Marcie Allen – doprovodné vokály (5)
- Tom Asselin – kytara (10)
- Ben Christophers – marxofon a pianochord (1), syntezátor (1, 4), kytara (5), phonofiddle (6)
- Devon Dunaway – doprovodné vokály (5)
- Abi Fry – viola (1)
- Brian Hale – kytara (8)
- Chris Keating – programování bicích (2, 7)
- David Kosten – programování bicích (1, 2, 4, 7, 9), syntezátor (2, 5, 7), dronový syntezátor (6), perkuse (7, 9)
- Kath Mann – doprovodné vokály, pila (1), housle (4), viola (6)
- Devin Maxwell – tympány (4)
- Lydia Rhodes – doprovodné vokály (5)
- Lou Rogai – doprovodné vokály(10)
- Robert Roseberry Jr. – doprovodné vokály (5)
- Rachael Sell – doprovodné vokály (8)
- Alex Thomas – bicí (1, 6, 10), perkuse (1, 4), tympány (6)
- Ira Wolf Tuton – baskytara (2, 4, 7)
- Scott Walker – zpěv (11)
- Caroline Weeks – doprovodné vokály (1, 3), flétna (1, 6), zvony a syntezátor (1), tleskání a perkuse (3)